# Phahon Phonphayuhasena
Phraya Phahon Phonphayuhasena, famoso anche con il diminutivo Phahon ed il nome di battesimo Phot Phahonyothin (in thai พหลพลพยุหเสนา; Bangkok, 29 marzo 1887 – Bangkok, 14 luglio 1947), è stato un politico e generale thailandese, primo ministro del Siam, l'odierna Thailandia, dal giugno 1933 al dicembre 1938.
Educato in accademie militari di Siam, Germania e Danimarca, si distinse durante la carriera militare arrivando ad essere generale e comandante in capo del Reale esercito thailandese. Fu uno dei personaggi chiave del colpo di Stato noto come rivoluzione siamese del 1932, che pose fine alla monarchia assoluta in Siam costringendo il re Prajadhipok a concedere la costituzione. L'anno successivo fu nominato primo ministro dopo aver personalmente organizzato un nuovo colpo di Stato il 21 giugno 1933.